# Dawit Kadżaia
Dawit „Data” Kadżaia (gruz. დავით „დათა” ქაჯაია; ur. 10 stycznia 1984 w Tbilisi) – gruziński kierowca wyścigowy.

## Kariera
Kadżaia rozpoczął karierę w międzynarodowych wyścigach samochodowych w 2011 roku od gościnnych startów w Rustavi International Challenge - Legends, gdzie odniósł cztery zwycięstwa. W późniejszych latach Gruzin pojawiał się także w stawce Legends Russia, Legends Cars Georgia, Acceleration - MW-V6 Pickup Series, Acceleration - Legends Supercup oraz European Touring Car Cup - TC2T.